# حافظ ناظری
حافظ ناظری (زادهٔ ۸ مرداد ۱۳۵۸) آهنگساز و خوانندهٔ اهل ایران است. او فرزند شهرام ناظری خواننده، موسیقی‌دان و آهنگساز موسیقی سنتی ایرانی است.

## زندگی‌نامه
حافظ ناظری از سه سالگی درس آواز را شروع کرد و از همان سال‌ها شروع به نواختن تنبور و سه تار کرد. هفت ساله بود که مطالعاتش در این باره آغاز شدند. پس از آن به نوازندگی دف پرداخت و تکنیک‌های منحصر به فردی را در دف نوازی به وجود آورد که بسیاری از جوانان ایرانی از تکنیک‌های وی در حال حاضر استفاده می‌کنند.او از نه سالگی در کنسرت‌های سنتی اروپا و خاورمیانه پدرش شرکت می‌کرد. در شانزده سالگی در فستیوال هسفینکس بلژیک شرکت کرده و حضور در فستیوال‌هایی چون دل‌کاپولو ایتالیا، دلاویر پاریس و فستیوال بیت‌الدین لبنان از جمله دیگر برنامه‌های او بود. وی سال ۲۰۰۰ گروهی از نوازندگان جوان و با استعداد را دور هم جمع کرد و گروه رومی_مولانا را تشکیل داد و کنسرت‌هایی را دربرخی شهرهای ایران اجرا کرد. هنگامی که نوزده ساله بود برای تحصیل موسیقی کلاسیک غربی به نیویورک مهاجرت کرد. در سال ۲۰۱۴ یک آلبوم با عنوان «پروژه سمفونی رومی: ناگفته» (Rumi Symphony Project: Untold) را در خارج از ایران با تهیه‌کنندگی سونی منتشر کرد که هنرمندانی چون ذاکر حسین ،گلن ولز و مت هایموویتز هم از نوازندگان آن هستند.

## آثار منتشر شده

### آلبوم مستقل
- ناگفته (۲۰۱۵)[۲]
- بعد یازدهم (بخش اول پروژه سمفونی رومی) - انتشار در زمستان ۱۳۹۲ (۲۰۱۴)[۳]

### حضور به‌عنوان نوازنده
- شور رومی (مولویه): آهنگ‌ساز
- آلبوم کنسرت ۷۷ (شهرام ناظری و کامکارها): نوازنده سه‌تار
- آواز اساطیر (شهرام ناظری و فیض بشی‌پور): نوازنده دف
- آلبوم حیرانی (شهرام ناظری و گروه شمس): نوازنده دف

## ساز حافظ
ساز حافظ در واقع ایده حافظ ناظری و ساخته سعید صفری و مجید صفری است. در این ساز دو سیم به سه تار اضافه شده که باعث شده حجم صدا در ساز جدید بیشتر شود. به این ساز ۱۷ پرده کروماتیک افزوده شده‌است.

## حاشیه‌های حافظ ناظری

### اولین آلبوم
پس از به بازار آمدن اولین آلبوم حافظ ناظری و انتشار ادعاهای وی دربارهٔ فعالیت‌های موسیقایی و تحصیلاتش در آمریکا، سجاد پورقناد اولین انتقادها را دربارهٔ او، در مجله گفتگوی هارمونیک منتشر کرد. همچنین پس از انتشار دومین اثر او هوشنگ کامکار در نامه‌ای سرگشاده انتقادات گسترده‌ای را نسبت به آهنگسازی و نوع تبلیغات وی در روزنامه شرق به انتشار رساند. حافظ ناظری جوابیه‌ای در پاسخ به هوشنگ کامکار ارائه داد.

## نگارخانه

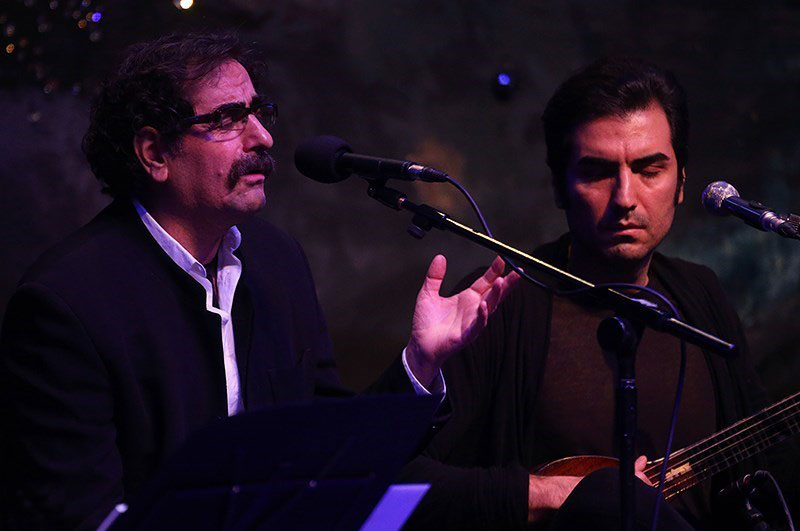
حافظ و شهرام ناظری، کنسرت ناگفته
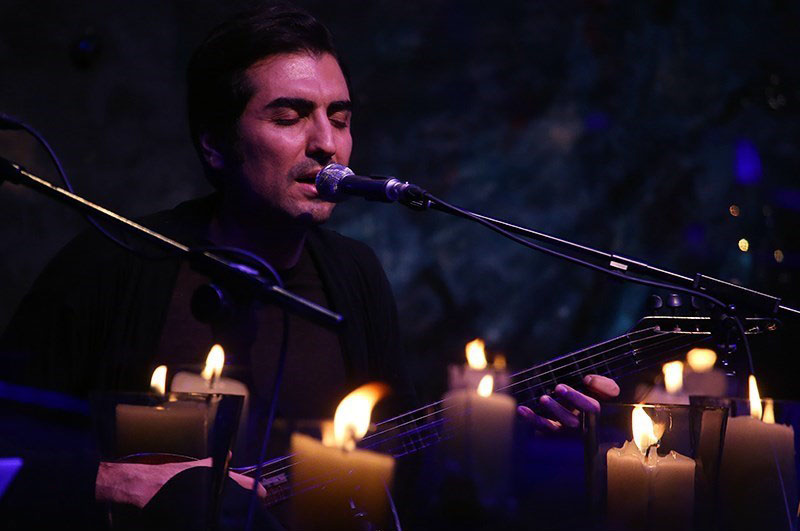
حافظ ناظری در کنسرت ناگفته
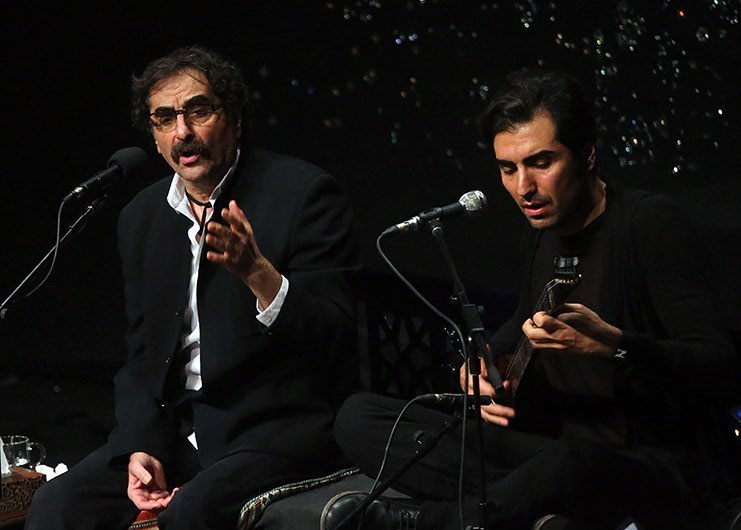
شهرام و حافظ ناظری کنسرت سالن وزارت کشور
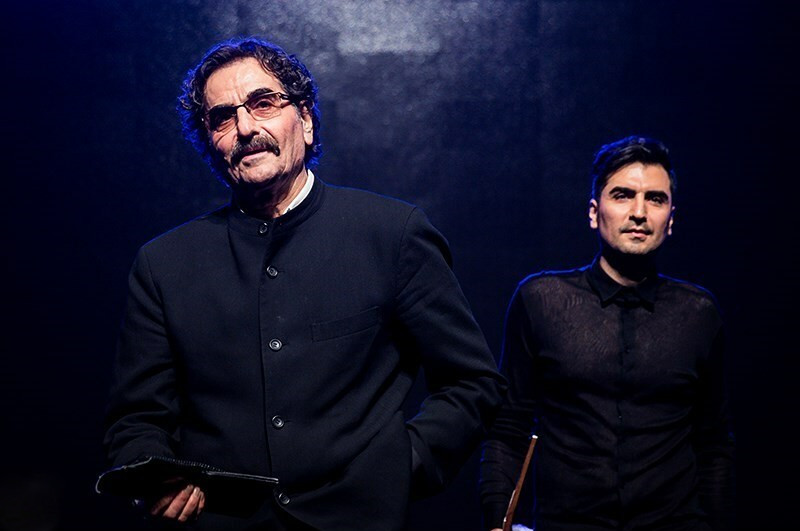
شهرام ناظری و حافظ ناظری کنسرت ۲۰۱۷
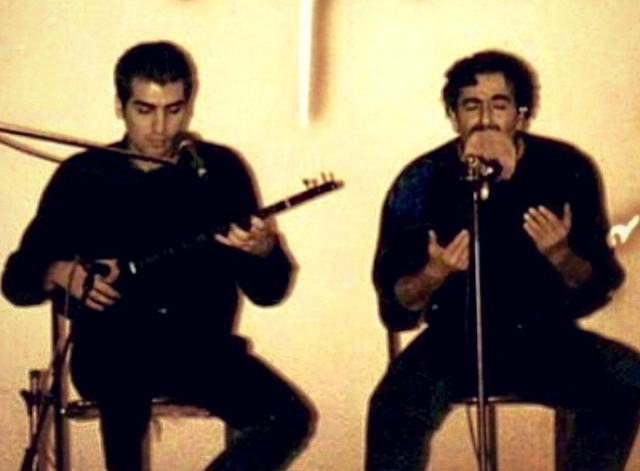
حافظ و شهرام ناظری، تور ۱۳۸۰
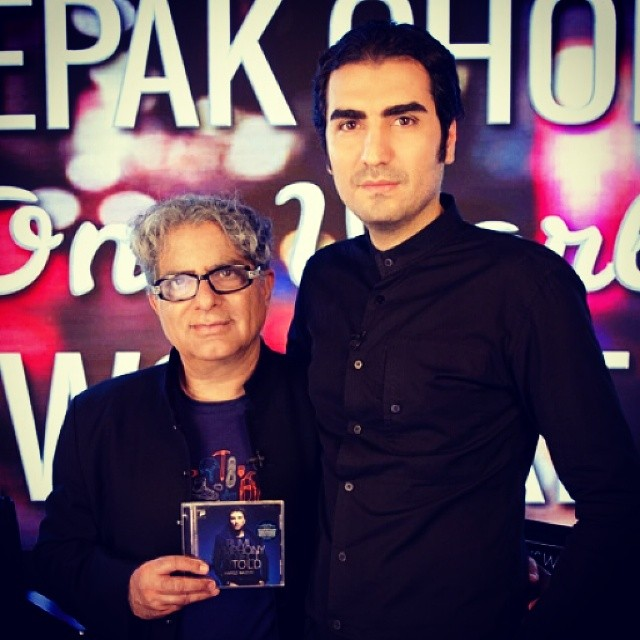
حافظ ناظری و دیپاک چوپرا